# Nice Holiday木曾路號列車
Nice Holiday木曾路（日语： Naisuhoridee-kizoji */?）號列車是由東海旅客鐵道（JR東海）營運，行走於名古屋站至鹽尻站之間的臨時快速列車。

## 運行概要
該列車是把行走於名古屋站至中津川站之間的定期列車5705M/5744M於星期六及假日班次延長至鹽尻站。在特定的運輸日設有1個往返班次。因此平日時間表中沒有這個班次。在延長區間的列車編號為8827M/8828M。
在2015年3月時間表修正前，下行列車會先從東海道本線大垣站出發，執行快速列車（列車編號：5502F）班次前往名古屋，然後才行走此列車。

### 停車站
名古屋站 - 金山站 - 鶴舞站 - 千種站 - 大曾根站 - 勝川站 - 春日井站 - 高藏寺站 - 多治見站 -（這個區間各站停車）- 中津川站 - 南木曾站 - 上松站 - 木曾福島站 - 藪原站 - 奈良井站 - 木曾平澤站 - 鹽尻站

### 車輛
- 313系1300番台（隸屬神領車輛區（日语：神領車両区））

在2015年3月時間表修正前使用313系0番台、300番台（隸屬大垣車輛區）。在2012年3月時間表修正前使用311系（隸屬大垣車輛區）。

### 運行日
此列車會在春季至秋季的旅遊旺季期間行走。在冬季會以「木曾滑雪Ciao」的名義，行走於名古屋站至藪原站之間。「木曾滑雪Ciao」會使用神領車輛區所屬的313系1000/1100番台或1500/1600番台。

## 中央西線臨時快速列車演變

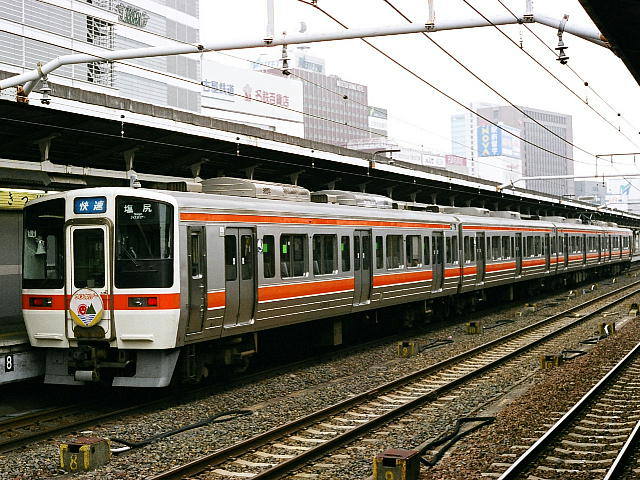
311系4卡編成時代
（名古屋站）

### 赤澤森林 → 御岳赤澤
- 1987年（昭和62年） 開設行走於名古屋站/中津川站至木曾福島站之間的「赤澤森林」號列車。當時使用165系行走。
- 1988年（昭和63年） 行走區間統一為名古屋站至木曾福島站之間。
- 1989年（平成元年） 當年只有下行班次行走。
- 1990年（平成2年） 列車名稱改為「御岳赤澤」。再次開設上行班次。在當年的冬季期間，開設行走於名古屋站至日出鹽站之間的班次。
- 1992年（平成4年） 當年過後不再開辦相關班次。併入至「Nice Holiday赤澤森林」。

### Nice Holiday赤澤森林
- 1990年（平成2年） 開設行走於大垣站至木曾福島站/日出鹽站之間的「Nice Holiday赤澤森林」。當時使用311系行走。
- 1991年（平成3年） 行走區間延長為大垣站至鹽尻站之間と。
- 1994年（平成6年） 當年過後不再開辦相關班次。隨後由「Nice Holiday木曾路」取代。

### Nice Holiday妻籠·馬籠
- 1990年（平成2年） 開設行走於豐橋站至名古屋站至南木曾站之間的「Nice Holiday妻籠·馬籠」。當時使用311系行走。
- 1992年（平成4年） 行走區間延長為豐橋站至名古屋站至木曾福島站之間。
- 1993年（平成5年） 當年的行走區間改為豐橋站至名古屋站至南木曾站/木曾福島站之間。
- 1994年（平成6年） 行走區間再次統一為名古屋站至南木曾站之間。當年過後不再開辦相關班次。併入至「Nice Holiday木曾路」。

### Nice Holiday木曾路
- 1995年（平成7年） 透過把定期列車延長行駛，開設行走於名古屋站至鹽尻站之間的「Nice Holiday木曾路」。
當時使用311系4卡編成行走，當中1卡車廂為指定席。在舉行活動時會以8卡編成行走（當中2卡為指定席）。
- 2001年（平成13年） 當年冬季的列車名稱為「Nice Holiday木曾街道400年」。
- 2006年（平成18年） 開始使用313系電動列車行走。並與311系結併，以6卡編成（當中1卡為指定席）行走。
- 2008年（平成20年） 不再連結指定席。
- 2012年（平成24年） 在當年3月17日的時間表修正中，開始使用313系6卡編成行走。
- 2014年（平成26年） 7月12日至8月3日 由於南木曾站至十二兼站之間的橋樑由於被沖毀而暫停營運。
- 2020年（令和2年）受到新冠疫情影響。實際上5月6日開出「Nice Holiday木曾路」班次後，再沒有開辦班次。隨後由於防止傳染病傳播和乘客減少的關係而再沒有開辦。

## 注腳